# Idea sula
Idea sula är en fjärilsart som beskrevs av De Nicéville 1900. Idea sula ingår i släktet Idea och familjen praktfjärilar. Inga underarter finns listade i Catalogue of Life.